# كوربادرين
كوربادرين (بالإنجليزية: Corbadrine)‏ هو دواء يُستعمل في علاج:
- ألم[8]
- قرحة فموية[8]